# 185216 Gueiren
185216 Gueiren este un asteroid din centura principală de asteroizi.

## Descriere
185216 Gueiren este un asteroid din centura principală de asteroizi. A fost descoperit pe 14 octombrie 2006 la Observatorul Lulin de Ye Quan-Zhi și Chi-Sheng Lin. Asteroidul prezintă o orbită caracterizată de o semiaxă mare de 2,62 ua, o excentricitate de 0,19 și o înclinație de 3,1° în raport cu ecliptica.